# امپراتوری سلوکی
امپراتوری سِلوکی (به یونانی باستان: Βασιλεία τῶν Σελευκιδῶν، باسیلئا تون سلوکیدون) دولتی یونانی بود که پس از امپراتوری اسکندر و در عصر هلنیستی از ۳۱۲ پ. م تا ۶۳ پ. م بر مناطقی از غرب آسیا حکومت کرد. امپراتوری سلوکی در اوج وسعتش، کشورهای امروزیِ ایران، عراق، کویت، افغانستان، سوریه، فلسطین و بخش‌هایی از ترکمنستان و ترکیه را در بر می‌گرفت.
از آنجا که اسکندر مقدونی برای خود جانشینی تعیین نکرده بود، پس از مرگش امپراتوری او دچار آشوب‌های فراوان شد و فروپاشید. پس از درگیری‌های طولانی بر سر جانشینی، سرانجام امپراتوری اسکندر سه‌پاره شد و سرزمین‌های آسیایی آن به‌دست یکی از سردارانش به نام سلوکوس افتاد؛ و او سلسلهٔ سلوکیان را بنیان گذاشت. سلوکوس، پس از گشودن بین‌النهرین در سال ۳۱۲ پ. م، نفوذ خود در سراسر منطقهٔ خاور نزدیک باستان گسترش داد، و مدتی بعد توانست تمام این مناطق را، که پیش‌تر در دست شاهنشاهی هخامنشی و اسکندر مقدونی بود، زیر یک پرچم متحد کند.
امپراتوری سلوکی از مراکز بزرگ تمدن هلنیستی به‌شمار می‌رفت. با اینکه سلوکیان با بردباری با آداب و سنت‌های بومی برخورد می‌کردند، زبان و فرهنگ و لباس یونانی در آن اهمیت بالایی داشت، و یونانی‌ها طبقه ممتاز این امپراتوری به‌شمار می‌رفتند و در مقیاس گسترده از یونان مهاجرت کرده و در مناطق مختلف اسکان داده می‌شدند. سلوکیان از غرب با مصر بطلمیوسی بر سر مناطق سوریه و فلسطین در جنگ و منازعه بودند. از طرف شرق، در سال ۳۰۵ پ. م جنگی میان سلوکیان و یک حاکم هندی از دودمان مائوریا، چاندراگوپتا، درگرفت که در پی آن سلوکیان مناطق غرب رود سند را از دست دادند.
در اوایل سده دوم پیش از میلاد آنتیوخوس سوم تلاش‌هایی برای احیای قدرت و شکوه سلوکیان و تسخیر سرزمین یونان انجام داد، اما این تلاش‌ها توسط جمهوری روم و متحدان یونانی‌اش بی‌نتیجه ماند. سلوکیان پس از این شکست وادار به پرداخت غرامت جنگی سنگین و چشم پوشی از ادعا بر مناطق غرب کوه‌های توروس در جنوب آناتولی شدند. این امر نشان دهنده زوال تدریجی امپراتوری سلوکی بود. در اواسط سده دوم پیش از میلاد، مهرداد یکم اشکانی، بخش بزرگی از مناطق شرقی امپراتوری سلوکی را فتح کرد. مناطق شمال شرقی سلوکیان نیز در دست پادشاهی مستقل یونانی باختری قرار گرفت. قلمروی پادشاهان سلوکی پس از این، تا زمان فتح قلمروشان توسط تیگران بزرگ ارمنی در سال ۸۳ پ. م و سرنگونی نهایی توسط پومپه سردار رومی در سال ۶۳ پ. م، به سوریه محدود شد و به حالت نابسامانی به عمر خود ادامه داد.

## نام
منابع معاصر، مانند فرمان افتخارآمیز آنتیوخوس اول از ایلیوم، در زبان یونانی دولت سلوکی را هم به عنوان یک امپراتوری ("arche") و هم به عنوان یک پادشاهی ("basileia") معرفی می‌کنند؛ بنابراین فرمانروایان سلوکی به عنوان پادشاهان بابل توصیف می‌شدند.
از سده دوم پیش از میلاد، نویسندگان باستانی از فرمانروایان سلوکی به عنوان پادشاه سوریه، خداوند آسیا، و نام‌های دیگر یاد می‌کردند. شواهد نشان می‌دهد که حاکمان سلوکی خود را به عنوان پادشاه سوریه معرفی می‌کردند. مانند کتیبه آنتیگونوس پسر منوفیلوس، که خود را «دریاسالار اسکندر، پادشاه سوریه» توصیف می‌کند. منظور او از پادشاه سوریه الکساندر بالاس یا اسکندر دوم می‌باشد.

## منبع‌شناسی
منابع مکتوب دربارهٔ سلوکی‌ها امروزه تنها به‌صورت پراکنده و اندک باقی مانده‌اند؛ که عمدهٔ آن‌ها از دیدگاه غربی نوشته شده‌اند و به‌ندرت به امورات شرق کوه‌های زاگرس می‌پردازند. از مهم‌ترین این‌ها، به‌ویژه دیودور سیسیلی، پولی‌بیوس، لیوی، و آپیان، که جنگ‌های سوری شامل بررسی‌ای اجمالی از تاریخ امپراتوری سلوکی تا حکومت آنتیوخوس سوم را شامل می‌شود. دیگر شواهد ارزشمند به‌واسطهٔ سکه‌ها، کتیبه‌های بدست‌آمده از شهرهای یونانی، و متون میخی بابلی، به‌ویژه متون معروف به خاطرات نجومی فراهم آمده‌اند؛ همچنین این منابع تنها به‌صورت پراکنده و گاه به گاه به سرزمین‌های ایران می‌پردازند. برخی اطلاعات دربارهٔ گسترش اشکانیان در قلمروی سلوکی را می‌توان در استرابو و ژوستین یافت.

## تاریخ سیاسی
تاریخ سلوکی‌ها را می‌توان به چهار دوره تقسیم کرد: 
1. دورهٔ گسترش و به‌دنبال آن، ثبات نسبی در دورهٔ سلوکوس یکم و آنتیوخوس یکم (۲۶۱–۳۱۲ پ. م)؛
2. دورهٔ انقباض و درگیری‌های داخلی (۲۲۳–۲۶۱ پ. م)؛
3. احیای امپراتوری در دورهٔ آنتیوخوس سوم و آنتیوخوس چهارم (۱۶۴–۲۲۳ پ. م)؛ و
4. سقوط تدریجی و فروپاشی نهایی پادشاهی (۶۴–۱۶۴ پ. م).

در دوران امپراتوری سلوکی، این حکومت گرفتار جنگ‌های جانشینی و شورش‌های محلی بود که عملاً با بر تخت‌نشینی هر فرمانروای جدید پیش می‌آمد. از این منظر، سلوکی‌ها با هخامنشی‌های پیش از خودشان چندان متفاوت نبودند.

### گسترش و ثبات نسبی (۲۶۱–۳۱۲ پ. م)
رشد و گسترش دولت سلوکی از شَهرَبی بابل آغاز شد، جایی که پس از مرگ اسکندر مقدونی در سال ۳۲۳ پیش از میلاد، به سلوکوس داده شده‌بود. بابل، که سلوکوس شهر سلوکیه را به‌عنوان یکی از پایتخت‌هایش در کنار رود دجله ساخت، یکی از منطقه‌های مرکزی امپراتوری سلوکی باقی ماند تا اینکه اشکانیان در حدود سال ۱۴۱ پیش از میلاد، سلوکی‌ها را از آن‌جا بیرون راندند. با استفاده از غلبه و دیپلماسی، سلوکوس ابتدا حکومت خود را در شهربی‌های شرقی شاهنشاهی سابق هخامنشی تأسیس کرد؛ سپس به‌سوی غرب حرکت کرد تا اینکه سرانجام توانست همهٔ امپراتوری اسکندر را تسخیر کند و هند، فلسطین، فنیقیه، مصر، و مقدونیه را تصاحب نماید و لقب نیکاتور (فاتح) را به‌دست‌آورد. مرگ او در سال ۲۸۱ پیش از میلاد، به‌دنبال شورش‌هایی در غرب، مانع از انضمام تراکیه و مقدونیه شد. فرزند و جانشین سلوکوس، آنتیوخوس یکم، که تا سال ۲۶۱ پیش از میلاد فرمانروایی کرد، حاکمیت سلوکی‌ها در غرب را بازگرداند و سوتِر (ناجی) لقب گرفت. در شرق، آنتیوخوس همچون پدرش، پیوندهای خانوادگی محکمی با اشراف ایرانی برقرار کرد. آنتیوخوس به پسر یک بانوی اشراف‌زادهٔ ایرانی حکومتِ استان‌های شرقی و شهربی‌های شمالی را داد و از سال ۲۹۲ پیش از میلاد به‌عنوان شریک فرمانروا حکومت کرد و توانستند بلخ را به‌عنوان شرقی‌ترین پایتخت سلوکی بازسازی کنند.

### انقباض و درگیری‌های داخلی (۲۲۳–۲۶۱ پ. م)
از دورهٔ حکومت آنتیوخوس یکم به بعد، تاریخ دودمان سلوکی با دشمنی بی‌وقفهٔ بطلمیوسی‌ها گره خورده است؛ دودمان بطلمیوسی، مصر را در کنترل داشتند و یک امپراتوری دریایی در مدیترانهٔ شرقی و دریای سرخ برقرار کرده‌ بودند. این درگیری منجر به دست‌کم شش جنگ معروف به جنگ‌های سوری شد که بر سر اعمال کنترل بر شهرهای ساحلی مدیترانهٔ شرقی بودند. پس از دورهٔ فرمانروایی آنتیوخوس دوم تئوس (خدا) امپراتوری سلوکی از یک عقب‌گرد موقت در رنج بود که به‌واسطهٔ جنگ داخلی میان دو شاه، سلوکوس دوم و برادرش آنتیوخوس هیراکس (شاهین) که خود را شاه رقیب در آسیای صغیر می‌خواند پیش آمده‌بود. جنگ دو برادر با وقفه‌های کوتاهی از سال ۲۳۹ تا ۲۲۸ پیش از میلاد ادامه یافت و در این بازه، دولت‌های یونانی نیز در آن درگیر شدند و دیودوت یکم، شهرب بلخ این فرصت را یافت که ادعای شاهی کند.
به همین ترتیب، در این زمان چادرنشینان پَرَنی به قلمروی سلوکیان وارد شدند، که تحت فرمانروایی شاه خود ارشک یکم، در استان‌های پارت و هیرکانی در شمال ایران در حدود ۲۳۸–۲۳۶ پیش از میلاد سکنی گزیدند. پارتی‌ها به‌تدریج نقش بطلمیوسی‌ها، به‌عنوان مهم‌ترین نظامی سلوکی‌ها را گرفتند. در آغاز سده‌ای از جنگ‌های پیوسته سلوکی‌ها و پارتی‌ها، سلوکوس دوم موقتاً حاکمیت رسمی را بر ایران برقرار کرد، و ارشک را به‌عنوان یک خراج‌گزار نیمه خودمختار پذیرفت.

### احیای امپراتوری (۱۶۴–۲۲۳ پ. م)
پس از دورهٔ کوتاه فرمانروایی سلوکوس سوم، تسلط سلوکیان بر ایران و بلخ، مجدداً توسط آنتیوخوس سوم برقرار شد، که در دورهٔ فرمانروایی او، امپراتوری سلوکی به بیشترین گستره خود رسید. آنتیوخوس پس از لشکرکشی‌های موفق علیه شورشیان میان‌رودان و آسیای صغیر، و جنگی ناموفق با بطلمیوسی‌ها در فلسطین (نبرد رافیا)، سفری طولانی به مرزهای جهان مسکون و شناخته‌شدهٔ شمالی، شرقی، و جنوبی را آغاز کرد. این به اصطلاح آناباسیس (سفر زمینی)، که مراسمی مذهبی بود، به‌اندازهٔ یک رویداد نظامی انجام شد، و از اکباتان، از طریق هیرکانیا، بلخ، و هند آغاز شد و به عربستان رسید که با مطیع‌کردن شاهان خراجگزار یاغی همراه بود و سپس آن‌ها را به‌عنوان پادشاهان خراجگزار دوباره تحت سلطهٔ سلوکیان منصوب می‌کرد. آنتیوخوس در هنگام بازگشتش به بابل، لقب مِگاس (به‌معنای بزرگ) را گرفت که این واژه احتمالاً یک اشتقاق یونانی از عنوان ایرانی و بین‌النهرینی پادشاه بزرگ است. آنتیوخوس پس از آن در نبرد پانیوم در سال ۲۰۰ پیش از میلاد شکست سختی به بطلمیوسی‌ها وارد کرد که به او اجازه داد فلسطین و متصرفات بطلمیوسی‌ها در آسیای صغیر را اشغال کند. با این حال، توسعه به‌سمت غرب توسط رومی‌ها مانع شده‌ بود، که آن‌ها آنتیوخوس را از یونان بیرون راندند و در نبرد ماگنزیا در غرب آسیای صغیر در سال ۱۸۹ پیش از میلاد، شکست قاطعی را به او تحمیل کردند؛ معاهدهٔ صلح در آپامیا منعقد شد و در همان سال آنتیوخوس مجبور شد که آسیای میانه و نیروهای مدیترانه‌اش را تسلیم کند و تاوان عظیمی را بپردازد.

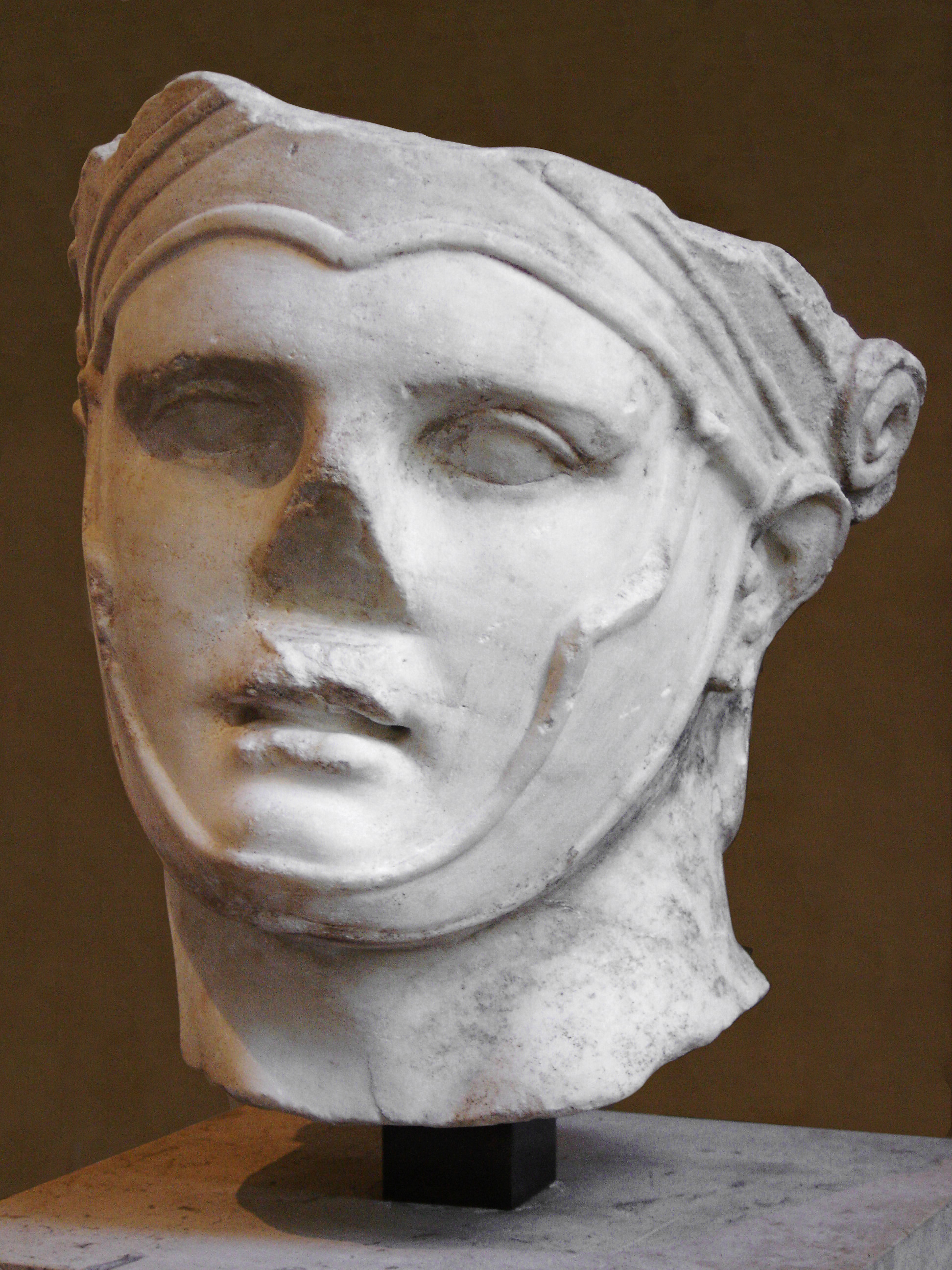
سردیس مرمرین سلوکوس یکم، موزهٔ لوور پاریس.

برخلاف باور گسترده، از دست‌دادن آسیای صغیر فاجعه‌آمیز نبود؛ اگرچه خبر شکست سلوکیان از رومی‌ها احتمالاً موجب بروز قیام‌های دیگری در امپراتوری شد، به‌طوری که آنتیوخوس بزرگ کمی بعد از آن در حال جنگ در جنوب ایران کشته‌شد. پسر او آنتیوخوس چهارم تئوس اِپیفانِس (تجلّیِ خداوند) دورهٔ فرمانروایی کوتاه اما قابل توجه او با جنگی موفقیت‌آمیز علیه بطلمیوسی‌ها آغاز شد، و اسکندریه را محاصره کرد و به‌عنوان فرعون، در ممفیس تاخ‌گذاری کرد. گسترش اشکانیان در ایران باعث شد که اولتیماتوم روم مبنی بر ترک مصر را بپذیرد. تلاش‌های او برای احیای اقتدار سلوکیان در شرق و آماده‌سازی جنگی جدید علیه رومی‌ها با مرگ زودهنگام او در پارس پایان یافت. در دورهٔ آنتیوخوس چهارم، امپراتوری سلوکی در شرق همچنان شامل هیرکانیا، ماد، ایلام، فارس، و احتمالاً کرمانیا می‌شد.

### سقوط تدریجی و فروپاشی نهایی (۶۴–۱۶۴ پ. م)
پس از آنتیوخوس چهارم، سقوط سیاسی امپراتوری سلوکی شدت یافت. این امپراتوری در طول سدهٔ آخر حیاتش به‌دلیل جنگ‌های جانشینی میان دو شاخهٔ رقیب خانوادهٔ سلطنتی تقریباً پاره‌پاره شده‌بود. در حالی که عملاً پادشاهی‌های مستقلی در عربستان، فلسطین، کوماژن، ارمنستان، ایلام، پارس، و بلخ پدیدار شده‌بودند، مهرداد یکم اشکانی، ماد را در سال ۱۴۸ پیش از میلاد و بابل را در سال ۱۴۱ پیش از میلاد فتح کرد.
تلاش‌های دیمتریوس دوم نیکاتور در سال ۱۳۹/۱۴۰ پیش از میلاد، و آنتیوخوس هفتم سیدِتس در سال ۱۳۰ پیش از میلاد، برای بازپس‌گیری این مناطق با شکست روبرو شد. از دست‌دادن ایران و میان‌رودان و افتادن آن‌ها به‌دست اشکانیان، باعث ایجاد شکاف میان بخش‌های شرقی و غربی امپراتوری شد که این امر برای سلوکیان مرگبار بود. در آغاز آخرین سدهٔ پیش از میلاد، همهٔ آنچه که از «پادشاهی آسیا» باقی مانده‌بود، یک کشور کوچک در شمال سوریه بود که به‌واسطهٔ جنگ داخلی در هم شکسته شد. پس از یک اشغال کوتاه توسط تیگران شاه ارمنی، پومپی سردار رومی، امپراتوری سلوکی را بدون هیچ حمله‌ای در سال ۶۴ پیش از میلاد از بین برد، و سوریه را به استانی رومی تبدیل کرد. روم در ابتدا سیستم دولتی خاندان امپراتوری را همانگونه که در دورهٔ متأخر سلوکی وجود داشت حفظ کرد، و نقش سلوکیان را به‌عنوان محافظان شهرها گرفتند. همچنین در میان‌رودان و ایران، اشکانی‌ها به‌جای ایجاد یک دولت کاملاً جدید، نقش سلوکیان را به‌صورت سلطهٔ سلطنتی به خود اختصاص دادند، درست به‌همان صورتی که اسکندر و سلوکیان نیز از هخامنشیان اقتباس کرده بودند.

## سلوکیان در ایران
در فلات ایران، سلوکیان به‌جای شهرها، با ویسپوهران (اشراف) محلی ارتباط برقرار می‌کردند. سلوکوس یکم با دختر یک نجیب‌زادهٔ بلخی ازدواج کرده‌بود؛ افزون بر این، سلوکی‌ها بعداً پیمان ازدواج‌هایی را با دودمان پُنتوس، کوماژن و ارمنستان برقرار کردند. دست‌کم سه تن از امپراتوران سلوکی مادر ایرانی داشتند. به‌نظر می‌رسد که این ویسپوهران ایرانی به امپراتوری سلوکی وفادار بودند؛ بجز ماد آتروپاتن که ظاهراً مقاومت بومی اندکی نسبت به حاکمیت سلوکیان بر ایران داشتند. حضور سلوکیان محدود به استحکامات و اشغال مناطق استراتژیک شاهراه‌های اصلی به‌وسیلهٔ مهاجران نظامی بود، به‌ویژه مسیرهای اصلی از میان‌رودان به بلخ. قدرت اصلی سلوکیان در غرب ایران، اکباتان بود که مسیرهای میان ایران و میان‌رودان را کنترل می‌کرد؛ اکباتان به‌عنوان اقامتگاه سلطنتی مورد استفاده قرار می‌گرفت (کاخ هخامنشی که از قبل موجود بود، توسط سلوکیان استفاده می‌شد) و دارای یک ضرابخانهٔ سلطنتی نیز بود. این شهر تا دستکم سال ۱۵۰ پیش از میلاد در دست سلوکیان باقی ماند. افزون بر این، مستعمره‌های نظامی در اطراف اکباتان تأسیس شدند، به‌ویژه در دشت حاصلخیز نیسایه که به‌دلیل اسب‌های جنگی‌اش شهرت داشت و در آن‌جا یک مستعمره‌نشین سلوکی به‌نام لائودیسه تأسیس شد. در شمال ایران، پایگاه‌های اصلی سلوکیان در ری (نزدیک تهران) و هکاتومپیلوس (احتمالاً شهر قومس) بودند. در دشت ساحلی فارس، شهر آنتیوخ توسط آنتیوخوس یکم تأسیس یا بازسازی شده‌بود؛ مشهور است که این شهر دستکم تا دورهٔ آنتیوخوس سوم دارای هویّت متمایز یونانی بود. در دورهٔ سلوکوس یکم و آنتیوخوس یکم، ضرابخانهٔ سلطنتی در فارس فعال بود، اما مشخص نیست که این ضرابخانه در تخت جمشید بوده است یا در پاسارگاد. در ایلام، شوش به سلوکیه- اولائوس تغییر نام یافت و احتمالاً به‌عنوان یک مستعمرهٔ نظامی مقدونی بازسازی شد. شوش یک ضرابخانهٔ سلطنتی داشت و به‌عنوان اقامتگاه سلطنتی مورد استفاده قرار می‌گرفت. از نظر دینی، باستان‌شناسی ایلام تداوم معماری مذهبی بومی را نشان می‌دهد، به‌عنوان نمونه در مسجدسلیمان و بَردنشانده.
وضعیت در اپاختر خاوری (شمال شرقی) متفاوت بود. حضور سلوکیان در اینجا کوتاه ولی قوی‌تر بود. نخستین سازه‌های دفاعی هدفمند سلوکیان، به‌منظور مراقبت و دفاع از مرزهای شمال‌شرقی، در سغد، مَرگوش، و بلخ ساخته‌شدند که از دریای کاسپین تا کوه‌های هندوکش کشیده شده‌بودند. آنتیوخوس یکم دیواری به دور واحهٔ مرو کشید و شهری که به‌نام خودش انطاکیه نامیده می‌شد را بنا کرد. سکه‌های یافته‌شده در مرو، حضور بی‌وقفهٔ یونانیان در مرو را تا میانهٔ سدهٔ دوم پیش از میلاد نشان می‌دهد. در اینجا در بلخ، مرکز اداری ایالت بلخ، یا در آی خانم، یک ضرابخانهٔ سلطنتی وجود داشت. در سغد، آنچه از یونانی‌گرایی اولیه از افراسیاب باقی مانده است، حضور مستعمره‌های نظامی سلوکی در سمرقند را اظهار می‌کند که تداوم کنترل یونانی-مقدونی سغد در سدهٔ سوم را نشان می‌دهد. استدلال شده است که اقدامات دفاعی در مرز شمال شرقی سلوکیان منجر به کاهش روابط بازرگانی در آسیای میانه و افزایش دشمنی میان کوچ نشینان و کشاورزان یکجانشین شده است. با این حال، اقتصاد آسیای میانه در دورهٔ فرمانروایی خاندان سلوکی رونق گرفت، به این دلیل که سلوکیان مهاجرت به بلخ را تشویق می‌کردند و به‌طور فعال شبکه‌های آبیاری را گسترش می‌دادند. نخستین ساکنان خارجی، مزدوران یونانی بودند که برای دفاع از استحکامات مرزی توسط اسکندر در آن‌جا سکونت داده‌ شدند (و شاید نیز به این دلیل که این نیروها تهدیدی برای صلح و نظم در غرب بودند). در دورهٔ سلوکی، مهاجرت افزایش یافت. یونانی‌ها، مقدونیه‌ای، تراکیه‌ای، و دیگران به شهرهای شمال شرق مهاجرت کردند و در برابر خدمات نظامی‌شان، از سوی سلوکیان زمین دریافت کردند. شهرهای یونانی‌شده همچون آنچه که در آی خانم در افغانستان کاوش شد، به شهرهایی محصورشده در فرهنگ تلفیقی یونانی و ایرانی تبدیل شدند، اما گسترهٔ تأثیر فرهنگ یونانی بر فراتر از دیوارهای شهر، نامشخص است.
مدت زمان فرمانروایی سلوکیان بر ایران و بلخ، متفاوت برآورد شده است، و بستگی دارد که ماهیت دولت سلوکی را چگونه ارزیابی کنیم. از دست دادن ایران از آغاز فرمانروایی سلوکوس دوم کالینیکوس تاریخ‌گذاری می‌شود، که آندراگوراس، شهرب پارت شورش کرد و اشکانیان در شمال ایران مستقر شدند؛ همچنین در این زمان، دیودوت، شهرب بلخ آغاز به ضرب سکه به‌نام خویش کرد. با این حال، مشخص نیست که آیا ضرب سکه واقعاً به‌معنای استقلال کامل از سلوکیان بوده است یا نه. افزون بر این، از آن‌جایی که دولت سلوکی یک امپراتوری برتری‌طلبانه بود، مایل به اعطای خودمختاری محلی در ازای دریافت خراج، کمک نظامی، و پذیرش رسمی سلطهٔ سلوکی بود، ترجیحاً آنچه که باید در اینجا در نظر بگیریم، تغییری از حکومت مستقیم مقامات سلطنتی به نظامی از دست‌نشانده‌های دولتی با ارتباطاتی است که به‌واسطهٔ ازدواج و روابط دوستانهٔ متعهد پدید آمده‌ بود و با هدایا و مزایایی استوار می‌شد. با این حال، ممکن است که سلطه سلوکیان بر جنوب و جنوب غرب ایران، تا زمان بروز جنگ‌های درون خاندانی پس از مرگ آتیوخوس چهارم در سال ۱۶۴ پیش از میلاد، صرفاً اسمی بوده‌ باشد، و تا سال ۱۴۹ پیش از میلاد که ماد توسط اشکانیان تسخیر شد، در این تاریخ، پادشاهی‌های بومی ایلام و فارس کاملاً مستقل بودند.
سرزمین‌های ایرانی، شامل بلخ، اهمیت زیادی برای امپراتوری سلوکی داشتند، زیرا افزون بر دریافت باج و خراج، این مناطق بخش زیادی از سواره‌نظام سلوکی را تأمین می‌کردند که برای ارتش سلوکی دارای اهمیت بود، همچنین این مناطق در زمینهٔ تهیهٔ پیاده‌نظام سبک، به‌ویژه کمانداران فعال بودند. در نبرد ماگنزیا در سال ۱۹۰ پیش از میلاد، آنتیوخوس سوم احتمالاً با نیروهای ایرانی که کمتر از ۶٫۰۰۰ نفر نبودند و همراه با آن‌ها، سواره‌نظام سنگین اسلحه و بیش از ۱۰٫۰۰۰ نفر پیاده‌نظام سبک‌اسلحهٔ پارسی و ایلامی به میدان نبرد رفت؛ در سال ۱۶۶ یا ۱۶۵ پیش از میلاد، آنتیوخوس چهارم در خلال یک فستیوال در سوریه، از ۱٫۵۰۰ سواره‌نظام سنگین اسلحه و ۱٫۰۰۰ کماندار سوارهٔ اشکانی یا سکایی سان دید، و در اواخر سال ۱۴۰ پیش از میلاد، فرمانداران دست‌نشاندهٔ پارس و ایلام، و حتی بلخ، نیروهای کمکی‌ای برای حمایت از دمیتریوس دوم در جنگ علیه اشکانیان را اعزام کردند.
سلوکیان در ایران به‌جای تأثیر فرهنگی، تأثیرات اقتصادی و نظامی گذاشتند. از آن‌جایی که سلوکیان هرگز نکوشیدند تا وضعیت اجتماعی، فرهنگی، و سیاسی موجود در ایران را تغییر دهند، حکومت آن‌ها صرفاً فقط چند رد پا در تاریخ‌های بعدی از خود برجای نهاد، با این استثنای مهم که اقتصاد مبتنی بر سکه را افزایش داد، و جنبه‌های ایدئولوژی پادشاهی هخامنشی را انتقال داد، که آن‌ها گونهٔ پادشاهی مقدونی-یونانی مورد نظر خود را به آن افزودند به پادشاهی‌های اشکانی و ساسانی، و عصر سلوکی را پایه‌گذاری کردند، سیستم شمارش سال‌های متوالی که مبدأ آن، بازگشت سلوکوس یکم به بابل در سال ۳۱۲ پیش از میلاد است.

## فرهنگ
قلمرو سلوکیان از دریای اژه تا افغانستان و پاکستان کنونی امتداد داشت و مجموعه‌ای گوناگونی از فرهنگ‌ها و گروه‌های قومی را شامل می‌شد. سلوکیان، شهرها و سکونتگاه‌های یونانی را در سراسر قلمرو خود ایجاد کردند و مهاجرت از یونان به این شهرها را تشویق می‌کردند. سکونتگاه‌های شهری و روستایی بنا شدند که ساکنان آن یونانی‌ها بودند. به این یونانی‌ها زمین و امتیازات خوبی داده شد و در ازای آن انتظار می‌رفت که به دولت خدمت کنند. این یونانی‌ها با وجود اینکه اقلیت کوچکی از کل جمعیت را تشکیل می‌دادند، ستون فقرات دولت بودند و عمدتاً در ارتش و دولت خدمت می‌کردند. برخلاف مصر بطلمیوسی، یونانیان در امپراتوری سلوکی به ندرت با غیریونانیان ازدواج می‌کردند.
مردمان مختلف غیریونانی هنوز تحت تأثیر گسترش تفکر و فرهنگ یونانی بودند، پدیده ای که از آن به عنوان هلنی شدن یاد می‌شود. شهرهای مهم تاریخی، مانند انطاکیه، با نام‌های یونانی ایجاد یا تغییر نام یافتند، و صدها شهر جدید برای مقاصد بازرگانی تأسیس شدند و از همان ابتدا به سبک یونانی ساخته شدند. نخبگان تحصیلکرده محلی که نیاز به همکاری با دولت داشتند، زبان یونانی را آموختند، به زبان یونانی نوشتند، اندیشه‌های فلسفی یونانی را جذب کردند و نام‌های یونانی به خود گرفتند. برخی از این شیوه‌ها سپس به آرامی به طبقات پایین‌تر تبدیل شدند. اندیشه‌های هلنی گسترش تقریباً ۲۵۰ ساله ای را در فرهنگ‌های خاور نزدیک، خاورمیانه و آسیای مرکزی آغاز کردند.
ترکیب ایده‌های فرهنگی، مذهبی و فلسفی یونانی و بومی - چارچوب وحدت قومی که توسط اسکندر ایجاد شد - با درجات مختلفی از موفقیت روبرو شد. نتیجه آن صلح و شورش همزمان در نقاط مختلف امپراتوری بود. به‌طور کلی، سلوکیان به مذاهب محلی اجازه می‌دادند که بدون مزاحمت فعالیت کنند.

## امپراتوری سلوکی و شاهنشاهی اشکانی

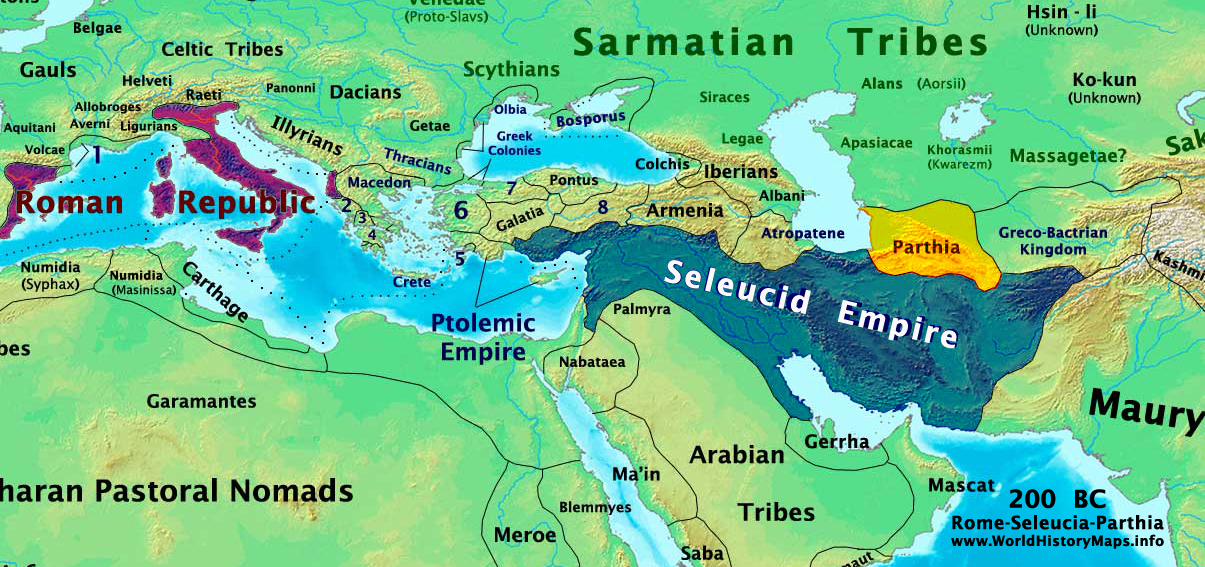
متصرفات امپراتوری سلوکی، اشکانیان و جمهوری روم در حدود سال ۲۰۰ پیش از میلاد

در میانهٔ سدهٔ سوم پیش از میلاد سلوکیان در استان‌های باختری سرزمینشان درگیر جنگ با مصر بودند. در همین زمان در مرزهای شمال خاوری امپراتوری سلوکی نیز آشفتگی فرمانروا بود. با این همه ساتراپ‌های بخش‌های خاوری ناچار بودند نیروهای خود را برای یاری به دولت مرکزی در جنگ با بطلمیوسیان روانه کنند. از دیگر سو میان مقدونیان و یونانیان نیز رشک و همچشمی فرمانروا بود و این عامل گاه سبب شورش ساتراپان می‌شد. این درگیری‌های درونی کار را بر اشکانیان نیمه بیابان‌گرد آسان‌تر می‌کرد. در این زمان اشک یکم به فرمانروایی اشکانیان رسید و برای انجام اقداماتی ضد سلوکیان آماده‌شد. در ۲۴۵ پ.م. سلوکیان گرفتار جنگ داخلی شدند و در این زمان ساتراپ پارت به نام آندروگوراس از فرصت استفاده کرد و بر دولت مرکزی شورید. اندکی پس از آن در حدود ۲۳۹ پ.م. نیز دیودوت ساتراپ بلخ بر سلوکیان شورید. با زمانی نزدیک به این رویدادها سلوکوس دوم به سال ۲۳۸ پ.م. در آنقره از سلتیان شکست خورد. ارشک از این بخت پدیدآمده بهره برد و آندروگوراس را راند و بر پارت چیره‌شد.
ارشک از قبیله آپارنی -یکی از سه قبیلهٔ داهه- بود که گویا پس از زمان اسکندر مقدونی و در پی درگیری‌هایی قبیله‌ای در جنوب روسیه به بخش خاوری دریای مازندران کوچیده بودند. ارشک در ۲۴۷ پ.م. به پادشاهی رسید و پیروانش پس از او خود را به نام وی اشک خواندند و سال تاجگذاری وی را مبدأ گاهشماری خود گذاردند. نخستین سال‌های فرمانروایی اشکانیان به جنگ و چیرگی بر هیرکانیا گذشت. با مرگ ارشک برادرش تیرداد یکم با نام اشک دوم جانشین او شد. او پایتخت اشکانیان را در نزدیک ابیورد کنونی بنیاد نهاد. پس از آن وی با دولت یونانی باختر پیمان اتحاد بست. در ۲۲۸ پ.م. سلوکوس دوم برای سرکوب اشکانیان لشکرکشید. تیرداد به ناچار تا استپ‌های آپاسکا در آسیای میانه پس‌نشست. در همین زمان انطاکیه دچار شورش شد پس سلوکوس به ناچار اشکانیان را رها کرد و به انطاکیه بازگشت.
در ۲۱۷ پ.م. باز تیرداد بر هیرکانیا و کومس و کرانه‌های جنوب خاوری دریای مازندران دست‌یافت. سپس شهر سلوکی صددروازه را پایتخت خویش نهاد. در ۲۲۱ پ.م. او مرد و پسرش اردوان یکم جای پدر را گرفت. تا نزدیک ۲۰۹ پ.م. مرزهای اشکانیان تا همدان در ماد می‌رسید. در این زمان آنتیوخوس سوم که جانشین سلوکوس شده‌بود در جنگی پردامنه همدان را پس‌گرفت و با شکست اشکانیان بر شهر صددروازه نیز دست‌یافت. سپس تپورستان و هیرکانیا را هم با جنگی سخت گرفت و سرانجام با اردوان پیمان یگانگی بست. آنتیوخوس همچنین با فرمانروای باختر اوتیدم نیز پیمان اتحاد بست. آنگاه به سوی هندوکش پیش راند و از تنگه خیبر گذشت و تا پنجاب پیش‌روی کرد و آنگاه از راه سیستان و کرمان به سلوکیه بازگشت. اقدامات آنتیوخوس مرزهای اشکانی را محدود کرد ولی دولت کوچک ایشان همچنان پایدار ماند.

پس از چندی اشکانیان گرفتار جنگ با باختر شدند و بخش‌هایی دیگر از سرزمین خود را از دست دادند. اردوان در نزدیک به ۱۹۱ پ.م. مرد و پسرش فری‌پاپت جای او را گرفت، او نیز پنجاه سال پادشاهی کرد و پس از او پسرش فرهاد یکم به پادشاهی رسید. در این زمان آنتیوخوس سوم به تازگی در ماگنزی از رومیان شکست‌خورده و ناتوان شده‌بود. فرهاد بر آماردیان و دیگر سرزمین‌های گرداگرد البرز تاخت و بر هیرکانیا چیره شد. او مرزهای اشکانیان را تا دربند خزر رساند و برخی از شکست‌خوردگان را به خوار در نزدیک دروازهٔ خزر کوچاند. اندکی پس از این زمان ارمنستان و ماد آتروپاتن بر فرمانبری از سلوکیان سرباززدند. پس از آنتیوخوس نیز جانشینانش رو به خوشگذرانی گذاردند و سرزمینشان گرفتار شورش‌های بیشتری شد. در ایران نیز استان‌های بسیاری شوریدند و حکومتی مستقل پدیدآوردند و فرهاد نیز از این بخت بهره برد و بر گسترهٔ مرزهایش افزود. پس از فرهاد برادرش مهرداد یکم به جانشینیش رسید. 

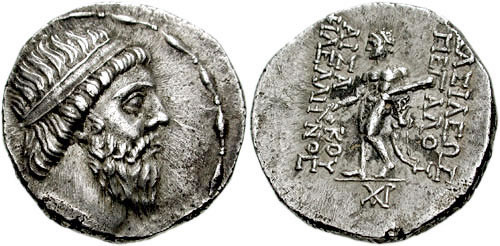
سکهٔ مهرداد یکم

با مرگ آنتیوخوس چهارم در ۱۶۳ پ.م. مهرداد در اندیشهٔ گسترش بیشتر سرزمین‌های اشکانی افتاد. در این زمان دمتریوس فرمانروای باختر پنجاب را گشوده و بر افغانستان کنونی و هندوستان فرمان می‌راند. اندکی پس از آن باختر به دست اوکراتید افتاد و گرفتار جنگ درونی گشت. مهرداد از این رویداد بهره برد و در حدود ۱۶۰ پ.م. بر تپورستان و تراکسیان دست یازید. آنگاه با شتاب به سوی مغرب راند و بر ماد که زیر فرمان ساتراپ شوشی تیمارخوس بود چیره گشت. سپس باز به سوی خاور رفت و پس از دستیابی به آراخوزی تا مرزهای هندوستان پیشروی کرد. مرزهای پادشاهی مهرداد در غرب اکنون تا به میانرودان و بابل می‌رسید. در این زمان دیمتریوس دوم جوان به پادشاهی سلوکی رسیده‌بود و او نیز درگیر با تروفون بود. مهرداد از این گرفتاری بهره‌برداری کرد و تا ژوئیه ۱۴۱ پ.م. تا سلوکیه پیشروی کرد و بر این شهر چیره‌شد. این پیشروی تند و تیز دیمتریوس و دربار سلوکی را سخت سراسیمه ساخت. برپای فرضیاتی تاریخی میان دیمتریوس و هلی‌اکل یکم فرمانروای دولت یونانی باختر تبانی پیش‌آمد، چرا که در گرماگرم پیشروی‌های مهرداد دولت باختر به مرزهای خاوری اشکانی دست‌درازی کرد و مهرداد به ناچار سلوکیان را رها کرده و به سوی خاور شتافت. در این زمان دیمتریوس به یاری عناصر یونانی در غرب ایران به بابل تاخت؛ ولی مهرداد اندکی پس از آن دولت باختر را سرکوب کرده و باز به جنگ با دیمتریوس پرداخت. دیمتریوس به بند مهرداد افتاد. وی را با احترام به هیرکانیا بردند و مهرداد دخترش روذگونگ را به همسری وی درآورد. سپس به استواری فرمانرواییش بر میانرودان پرداخت. ضرابخانه‌های دیمتریوس در سلوکیه برای وی سکه زدند. مهرداد تا ۱۴۰ یا ۱۳۹ پ.م. بر پارس و عیلام نیز چیره شده‌بود.

در ۱۳۸ پ.م. مهرداد مرد و پسر جوانش فرهاد دوم جایش را گرفت و مادرش ملکه رینو با عنوان نایب‌السلطنه و مباشر به گرداندن کشور پرداخت و حکومت کرد. در این زمان دیمتریوس دوم دو بار کوشید تا از هیرکانیا بگریزد و هر دو بار ناکام ماند. نخستین بار که او را باز به بند کشیدند فرهاد او را سرزنش نمود و بار دوم که دستگیر شد فرهاد برای خوارداشتش قاپ‌های زرینی را که بازیچهٔ کودکان بود بدو پیشکش کرد تا نشان دهد که کار بچگانه‌ای را انجام داده است. در ۱۳۰ پ.م. فرهاد از دو سو گرفتار جنگ شد؛ آنتیوخوس هفتم که تروفون را سرکوب کرده و بر یهودیه چیره گشته‌بود با سپاهی پرشکوه و افسانه‌ای رو به سوی میانرودان نهاد و سه بار پی در پی سرداران اشکانی را شکست داد و تا ماد پیشروی کرد و شرط‌های سنگینی برای آشتی با فرهاد گذارد. در زمستان آنتیوخوس در کنار همدان اردو زد، ولی سپاهیانش آنچنان با مردمان آن سامان به بدی برخورد کردند که مردمان بر سپاهیان شوریدند. در بهار فرهاد دیمتریوس را آزاد کرد، میان سلوکیان که شاه پیشنشان را از بند رهیده می‌دیدند چنددستگی پیش‌آمد و از دیگر سو مردم ماد نیز بر ایشان شوریده‌بودند و لشکریان فرهاد نیز بر سلوکیان تاختند، پس آنتیوخوس شکست خورد و کشته شد. پیکر بی‌جانش را در تابوتی سیمین به سوریه فرستادند و پسرش سلوکوس نیز به همراه برادرزادهٔ آنتیوخوس به بند افتاده و به مشکوی (حرم) فرهاد فرستاده‌شدند. این واپسین کوشش سلوکیان برای بازگرداندن ایران به زیر فرمان خود بود. 

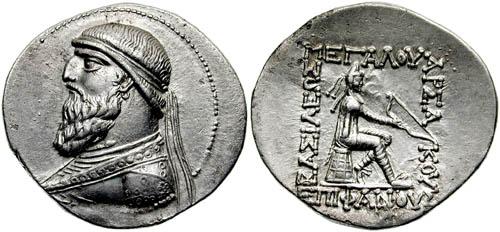
سکهٔ مهرداد دوم

در ۱۲۸ پ.م. در پی شورش سربازان مزدور یونانی در سپاه اشکانی فرهاد کشته شد و عمویش اردوان دوم جانشینش شد. در این زمان ایران گرفتار پیشروی سکاها بود. اردوان نیز در ۱۲۴ پ.م. در مرزهای خاوری پارت کشته‌شد. در این زمان عربها بر بابل چیره شدند. مهرداد دوم پسر اردوان جانشین او شد. در آغاز بابل را بازپس‌گرفت. آنگاه بر ارمنستان چیره‌شد. سپس هرات و پارت را بازپس‌گرفت و سیستان را به زیر فرمان خود درآورد و با پدیدآوردن آرامش بر قدرت خویش افزود. در ۸۸ پ.م. که درگیری در خاندان سلوکی رو به افزایش گذارد مهرداد در این درگیری مداخله کرد و دیمتریوس سوم پادشاه سلوکی را گروگان گرفت و دیمتریوس نیز تا پایان زندگیش در بند مهرداد بود. پس از مهرداد در روزگار فرهاد سوم بود که واپسین بازمانده‌ها از پادشاهی سلوکی از هم گسست و رومیان جای ایشان را گرفتند.

## شیوهٔ کشورداری
سلوکیان قلمرو خود را به ۷۲ ساتراپی بخش کردند و بر هر ساتراپی یک ساتراپ گماردند. هر ساتراپی به چند اپارخیا و هر اپارخیا به چند هیپارخیا و هیپارخیا نیز به چند استاتما بخش می‌شد. مرکز هر ساتراپی استراتگ می‌نامیدند و گرداندن امور مالی ساتراپی نیز بر اکوتوم بود.
زمین‌های قلمرو سلوکی به دو دستهٔ زمین‌های شاهی و زمین‌های شهری بخش می‌شد. بخشی از زمین‌های شاهی در اختیار کشاورزان بود. اگرچه پادشاه سلوکی به ظاهر بر همه زمین‌های شاهی نظارت داشت، ولی در واقع نظارت و دلبستگی این شاهان متمرکز بر زمین‌های سوریه و میانرودان و شاه‌راه‌های میان پایتخت تا بلخ بود و بر دیگر سرزمین‌ها یا نظارت چندانی نداشتند یا اصلاً نظارتی نداشتند. مالیات زمین به صورت نقدی یا جنس دریافت می‌شد. مالیات‌های دیگری هم به عنوان‌های دیگری ستانده می‌شد؛ برای نمونه یکی هم عوارض ویژهٔ جنگ بود.
به مهاجران یونانی نیز که در واقع مهاجران نظامی بودند و کاتوئیکیا نام داشتند نیز زمین واگذار می‌شد و این زمین کلروس نامیده می‌شد و آنان در برابر آن می‌بایست خدمات جنگی انجام دهند. در بسیاری از شهرهای یونانی‌نشین دژی جنگی بر شهر مسلط بود که پادگانی فرماندهی آن دژ را داشت. گرداگرد شهر را نیز دیوار و برج و بارو می‌کشیدند. شبکه‌ای از این شهرهای یونانی‌نشین از سیردریا تا خلیج فارس را به هم پیوسته و پاسدار قلمرو سلوکی بود. در زمان جنگ بخشی از سپاه سلوکی از این شهرها به دست می‌آمد. برای نمونه در جنگ آنتیوخوس یکم با مصر در آدار ۲۷۴ پ.م. ساتراپ‌های نزدیک به میدان جنگ به ویژه بابل و میانرودان یگان‌های نظامی این شهرها را احضار و به جبهه‌ها گسیل داشتند.
روی هم رفته سلوکیان شیوهٔ دیوانی هخامنشی را پی‌گرفتند. برپایی ساتراپی‌ها به مانند روزگار هخامنشی بود. خراج را بر همان پایه پیشین می‌گرفتند. سامانه‌های وزنی را تغییر ندادند ولی در کنار آن از شیوه آتنی هم بهره بردند. چون هخامنشیان راه تساهل دینی را پیش گرفتند.

## سپاهی‌گری سلوکی
سلوکیان به جز سپاهیان مقدونی-یونانی — که بخشی از آن از شهرهای یونانی‌نشین فراهم می‌آمد — از مردمان بومی نیز در جنگ‌ها بهره می‌بردند، برای نمونه در نبرد رافیا که میان سلوکی‌ها و دودمان بطلمیوسی مصر باستان در ۲۱۷ رخ‌داد از ۶۸هزار سپاهی سلوکی ۱۲ هزار تن از مردمان لودیه، پارس، تراکیه، کادوسیان، کردوک، داهی، کوسیان، عرب و کیلیکی‌ها بودند. از ایرانیان بیشتر در یگان‌های کمان‌داران و فلاخناندازان بهره می‌گرفتند.
گاه ایرانیان در سپاه سلوکی سر به شورش برمی‌داشتند، برای نمونه یک بار ۳ هزار جنگاور ایرانی دست به شورشی مسلحانه زدند ولی اندکی پس از آن همگی کشته‌شدند. دلیل شورش‌های گاه‌وبیگاه ایرانیان در سپاه سلوکی عبارت بود از کینه از اشغالگران، کمبود جیره و تبعیض میان ایرانیان و یونانیان، تحریکات بزرگان ایرانی برای گرفتن امتیازهای بیشتر از سلوکیان بود. همچنین این شورش‌ها بازتابی از نفرت ایرانیان به سلوکی‌ها نیز دانسته می‌شود.
نیروی رزمی اصلی سلوکی پیاده‌نظام سنگین‌اسلحهٔ فالانژ بود. فالانژها دسته‌های ۸ تا ۱۶ تنی بودند که در میدان نبرد به یکباره بر دشمن می‌تاختند. خاستگاه این شیوهٔ جنگی را اسپارت دانسته‌اند. در آینده به دلیل کاستی‌های این شیوه-به ویژه بی‌پدافند بودن سوی راست جنگاوران (زیرا سپر در دست چپشان جا می‌گرفت)- این شیوه کنارگذاشته شد.
پس از پیاده‌نظام سواره‌نظام سلوکی مهم‌ترین بخش سپاه سلوکی شمرده می‌شد. در میان این رسته کاتافراکتارها که هم خود و هم اسبشان زره‌پوش بودند از دیگران مهم‌تر بودند. همچنین سلوکیان از فیل‌ها و ارابه‌های جنگی نیز بهره می‌بردند.
شمار جنگاوران ثابت سلوکی را میان ۱۶۰هزار تا ۲۰۰ هزار تن نوشته‌اند. هزینه‌های جنگ را نیز سلوکیان با گرفتن باج و خراج و عوارض گوناگون، غنائم جنگی و نیز تاراج مردمان سر راه لشکرکشی خود به دست می‌آوردند. برای نمونه در جنگ آنتیوخوس سوم با اشک دوم در ۲۰۹ پ.م. سپاه ۱۲۰هزار تنی سلوکی با پس نشستن اشکانیان شهر صددروازه (هکاتم‌پلیس در نزدیکی دامغان کنونی) را گشوده و گرگان (هیرکانیه) را تاراج کردند. پیش از این نیز سپاه سلوکی در سر راه خود ماد را تاراج کردند و زر و سیم فراوان نیایشگاه آنه را ربودند.
همچنین بخشی از این هزینه‌ها را سلوکیان با تحمیل شرط‌های ملی در برابر صلح به هماوردانشان به دست می‌آوردند. برای نمونه در ۲۸۰ که آنتیوخوس یکم به باختر تاخت اوتودموس پادشاه دولت یونانی باختر پولی هنگفت و بخشی از آذوقه و علیق سپاهیان و چهارپایانشان را پرداخت نمود و همچنین چند زنجیر فیل بدیشان پیشکش نمود. همین آنیوخوس پس از لشکرکشی به هندوستان نیز آنگاه که کار به آشتی کشید آذوقهٔ فراوان و پیشکش‌های گرانبها و ۱۵۰ زنجیر فیل از هندیان ستد.

## ساختار حاکمیتی و ارتش
دولت سلوکی اساساً یک تشکیلات نظامی بود که خراج دریافت می‌کرد. شاه پیش از هر چیز یک جنگجو بود. مهم‌ترین دلیل مشروعیت شاه، پیروزی نظامی بود. قلمروی امپراتوری، زمین نیزه‌اندازی شخصی شاه بود. حاکم به‌عنوان یک نیزه‌اندازِ شکست‌ناپذیر فرض می‌شد، و قادر بود که نتیجهٔ جنگ را تقریباً به‌تنهایی تغییر دهد و بنابراین صلاحیت این را داشت که از مردمش محافظت کند و صلح را تضمین نماید. اعتبار قهرمانی پادشاه، میراثی از مقدونیهٔ پیشایونانی بود، که با قهرمانی فراانسانی حماسی هومری ارتباط داشت؛ و همچنین به اشراف ایرانی حاکم بر مناطق روستایی و کوهستانی در بلخ، ایران، ارمنستان، و آناتولی مورد تجدید نظر قرار داد. صفات قهرمانانه، پادشاهان را مجبور می‌کرد که شخصاً ارتش را در میدان نبرد رهبری کنند. پادشاهان سلوکی تقریباً هر سال در حال لشکرکشی‌های نظامی بودند، و تاریخ پادشاهی، تاریخ جنگ‌های دنباله‌دار بود. 

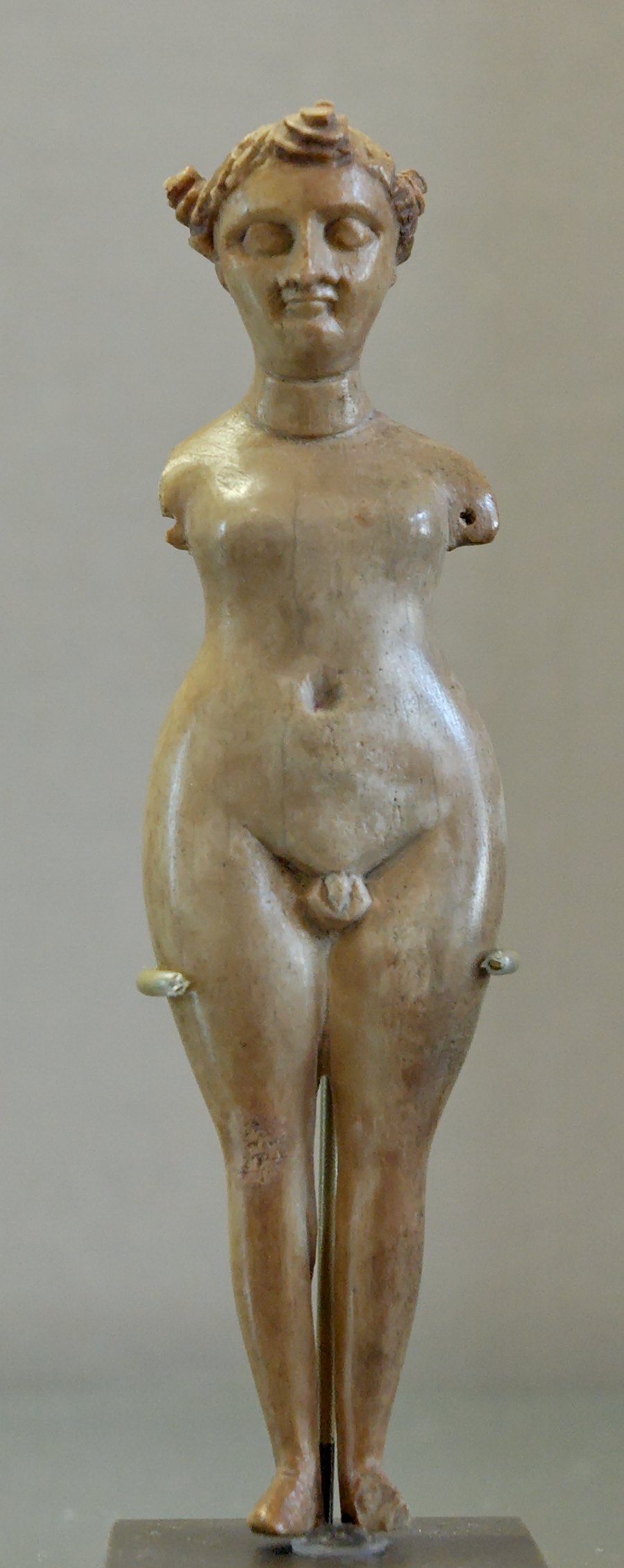
تندیسی استخوانی از انسانی نرماده (نرموک) مربوط به سدهٔ یکم پیش از زایش مسیح در میانرودان؛ نگهداری‌شده در موزه لوور پاریس

در گذشته، پادشاهی سلوکی به‌عنوان یک امپراتوری «غربی» شناخته می‌شد که فرهنگ یونانی بر مردمان شرق تحمیل کرد. به این دلیل، اکثر کتاب‌های پژوهشی شرق نزدیک باستان با ورود یا مرگ اسکندر، به‌طور ناگهانی پایان می‌یافتند. با این حال، این دیدگاه براساس فقدان نسبی اسناد مکتوب از سلوکیان در شرق و همچنین چشم‌انداز جانبدارانهٔ مدیترانه‌ای از منابع موجود (یونانی، رومی، یهودی) است. از اواخر دههٔ ۱۹۷۰، دسترسی فزاینده به اسناد میخی از بابل یونانی و تمرکز گسترده در باستان‌شناسی، نشان‌دهندهٔ تداوم فرهنگ بین‌النهرین در دورهٔ سلوکی است، از جمله تداوم سنت‌های سلطنتی؛ احتمالاً تداوم فرهنگی و سیاسی در ایران حتی قوی‌تر هم بود. در بابل، سلوکی‌ها خود را به‌عنوان پادشاهان سنتی معرفی می‌کردند، و مراقب تعمیر و نگهداری زیگورات‌ها بودند و گاهی اوقات نیز در مراسم آکیتو شرکت می‌جستند.
حتی استدلال شده است که پادشاهی سلوکی عمدتاً «شرقی» است، نه یک امپراتوری یونانی. این دیدگاه دوم، با جنبه‌های آشکار یونانی‌مآبی که مشخصهٔ پادشاهی سلوکی است، در تناقض است. در عوض، پادشاهی سلوکی در هنگام تعامل با شهرها یا مردم مختلف، خود را مطابق با انتظارات محلی معرفی می‌کرد، به‌عنوان مثال، به‌وسیلهٔ ارائهٔ خدمت به خدایان محلی یا استفاده از زبان محلی، در حالی که در عین حال، یک ایدئولوژی چتری از امپراتوری در یک فُرم کلی یونانی-مقدونی را تقویت می‌کرد. به عنوان مثال، نمادگرایی یونانی و متن روی سکه‌ها، رسانهٔ اصلی تبلیغات سیاسی سلطنتی، و یونانی‌گرایی عمیق فرهنگ دربار سلوکی آشکار است. یونانیان و مقدونیان همچون پارسی‌ها در شاهنشاهی هخامنشی بر سطوح بالای دربار و ارتش سلوکی غالب بودند.

بسیاری از شهرهایی که توسط اسکندر، سلوکوس یکم، و آنتیوخوس یکم در کنار شریان‌های اصلی خاور نزدیک ایجاد یا بازسازی شدند، تا حدی با مهاجران یونانی و مقدونی، و تا حدی از مردم محلی مسکون شدند، و سنگ بنای حکومت سلوکی را، از نظر نظامی و اقتصادی، تشکیل دادند. افزون بر این، بسیاری از مستعمرات نظامی که به نام کاتوئیکیا در آسیای صغیر شناخته می‌شدند، توسط مقدونیان تأسیس و مسلح شدند که در ازای دریافت زمین از امپراتور، خدمت نظامی انجام می‌دادند. از آن‌جایی که اکثر شهرهای یونانی و غیر یونانی به‌طور رسمی خودمختار بودند، حفظ مناسبات با نخبگان غیرنظامی، بخش مهمی از حکومت امپراتوری بود؛ بنابراین، پادشاهان خود را به‌عنوان خیرخواهان و محافظان شهرها، به‌ویژه در غرب کوه‌های زاگرس، معرفی می‌کردند. در عوض، یونانیان پادشاهان را به‌عنوان نجات‌دهنده‌ها (سوترها) مفتخر می‌کردند و بر این اساس، به آن‌ها افتخار الهی اعطا می‌کردند. از زمان امپراتوری آنتیوخوس سوم، یک فرقهٔ دولتی متمرکز از خدا دانستن شاه و ملکه نهادینه شد. خانوادهٔ سلوکی ادعا می‌کرد که تبار آن‌ها از آپولو، خدای نجات‌دهنده است. در امپراتوری چندخدایی، به‌خاطر افراد غیر یونانی، آپولو و خواهر دوقلویش آرتمیس با خدایان محلی مختلف خورشید و ماه که در نواحی مختلف امپراتوری پرستیده می‌شدند، یکسان فرض شدند. با آغاز دورهٔ آنتیوخوس چهارم، سلوکیان حکومت خود را با سلطنت کیهانی زئوس مرتبط می‌دانستند، که همچنین می‌تواند با خدایان آسمانی غیر یونانی نیز تطبیق داده‌شود. در سدهٔ سوم پیش از میلاد، امپراتوری شامل چهار منطقهٔ مرکزی متمایز، شهری، و پرجمعیت بود: غرب آسیای صغیر، سوریه، بابل، و بلخ. کنترل نظامی مناطق متصل به این مناطق — در ایران به‌ویژه ماد و خراسان امروز — برای حکومت امپراتوری سلوکی بسیار حیاتی بود. امپراتوری سلوکی پایتخت ثابتی نداشت. به‌دلیل لشکرکشی‌های نظامی دنباله‌دار، سلوکیان اقامت‌گاه‌های مختلفی برای دربار متحرک خود داشتند که شامل سارد در آسیای صغیر، انطاکیه در سوریه، سلوکیه در کنار رود دجله در بابل، شوش، اکباتان، و بلخ می‌شد. در ابتدا، امپراتوری به استان‌هایی بسیار بزرگ تقسیم می‌شد، که تقریباً با شهربی‌های شاهنشاهی هخامنشی متناظر بودند. شهرب‌های سلوکی وظیفه داشتند که خراج‌ها را گردآوری کنند، صلح را پایدار نگه دارند، و سربازگیری کنند. در مرکز امپراتوری، اصطلاحاً دوستانِ شاه بودند که مناصب، فرماندهی‌ها، و زمین‌ها و املاک میان آن‌ها تقسیم می‌شد. این دوستان عمدتاً از خانواده‌های نخبهٔ غیرنظامی یونانی و مقدونی بودند، که با استفاده از روابط خویشاوندی و دوستی (واقعی یا خیالی) با خانوادهٔ سلطنتی ارتباط داشتند. از آن‌جایی که دوستان رابطه‌شان را با خاندان‌ها و شهرهای زادگاه‌شان حفظ می‌کردند، آن‌ها در مرکز یک شبکهٔ پیچیدهٔ روابط حامیان قرار داشتند که از طریق آن پادشاهی در شهرها نفوذ داشت؛ از طرف دیگر، این دوستان در دربار به‌عنوان واسطه‌ای برای منافع شهرها و خاندان‌ها عمل می‌کردند. همچنین در دربار اختلاف زیادی میان جناح‌های رقیب دوستان وجود داشت، اما این اختلاف‌ها به‌خصوص در میان جناح‌های تشکیل‌شده در اطراف ملکه‌ها بود: چون پادشاهان سلوکی چندهمسری را انجام می‌دادند و ازدواج‌های مختلف دیپلماتیک را بدون ایجاد یک سلسله مراتب دقیق میان همسران و پسران‌شان انجام می‌دادند، جانشینی به‌راحتی می‌توانست درگیری‌های خونینی را ایجاد کند. با این حال، این اختلافات داخلی، آن‌گونه که در گذشته تصور می‌شد، فاجعه‌آمیز نبود، چرا که پادشاهان سلوکی به استراتژی‌های مؤثر برای تعیین یک جانشین متمایل شده‌بودند، به‌ویژه با ارتقا مقام پسر مورد علاقه‌شان به منصب پادشاهی در زمان سلطنت پدر. درگیری‌های داخلی تنها در قرن پس از سلطنت آنتیوخوس چهارم مرگبار شد، زمانی که دو شاخهٔ رقیب از خاندان سلوکی تقریباً به‌طور دائم برای پادشاهی در حال جنگ بودند.

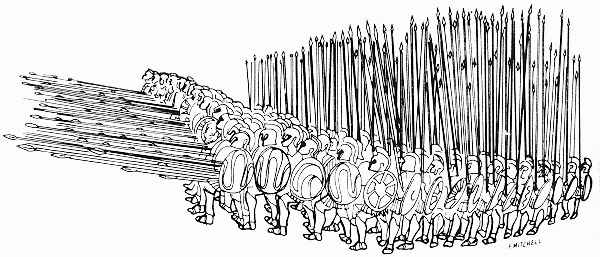
آرایش جنگی فالانژهای مقدونی

حتی تا زمان سلطنت آنتیوخوس هفتم سیدِتِس، امپراتوری سلوکی توانسته‌بود به ارتشی متشکل از از ۶۰٫۰۰۰ تا ۸۰٫۰۰۰ نفر برسد. هستهٔ این نیرو، یک ارتش دائمی حرفه‌ای پیاده‌نظام به‌سبک مقدونی بود که سپرهای نقره‌ای نامیده می‌شدند، و شامل هنگ‌های محافظ اسب، و فیل‌های جنگی می‌شد. به این نیروها می‌توان هنگ‌های فالانژ را نیز افزود که شامل مهاجران نظامی موسوم به کلروکس می‌شدند، این مهاجران در ازای خدمات‌شان به امپراتوری، زمین کشاورزی دریافت می‌کردند. تعداد زیادی از پیاده‌نظام و سواره‌نظام سبک‌اسلحه با توجه به شرایطی خاص وضع می‌شدند و در همراه با نیروهای متحد و مزدبگیران، برای نبردهای بزرگ فراخوانده می‌شدند. مشخصهٔ ارتش‌های سلوکی همچنین استخدام تعداد زیادی سواره‌نظام، شامل اسب‌سواران کماندار و سواران سنگین اسلحهٔ زره‌پوش بود.

## شاهان سلوکی
| شاهان سلوکی |                              |            |                |
| ردیف        | نام                          | لقب        | مدت (پ.م.)     |
| ۱           | سلوکوس یکم                   | نیکاتور    | ۳۱۲–۲۸۱        |
| ۲           | آنتیوخوس یکم                 | سوتر       | ۲۸۱–۲۶۱        |
| ۳           | آنتیوخوس دوم                 | تئوس       | ۲۶۱–۲۴۶        |
| ۴           | سلوکوس دوم                   | کالینیکوس  | حدود ۲۴۶–۲۲۵   |
| ۵           | سلوکوس سوم                   | سوتر       | حدود ۲۲۵–۲۲۳/۲ |
| ۶           | آنتیوخوس سوم                 | بزرگ       | ۲۳۲/۲–۱۸۷      |
| ۷           | سلوکوس چهارم                 | فیلوپاتر   | ۱۸۷–۱۷۵        |
| ۸           | آنتیوخوس چهارم               | اپیفانس    | ۱۷۵–۱۶۴        |
| ۹           | آنتیوخوس پنجم                | اوپاتور    | ۱۶۴–۱۶۲        |
| ۱۰          | دیمتریوس یکم                 | سوتر       | ۱۶۲–۱۵۰        |
| ۱۱          | الکساندر یکم                 | بالاس      | ۱۵۰–۱۴۵        |
| ۱۲          | آنتیوخوس ششم                 | اپیفانس    | ۱۴۵–۱۴۲        |
| ۱۳          | دیمتریوس دوم                 | نیکاتور    | ۱۴۵–۱۳۹        |
| ۱۴          | آنتیوخوس هفتم                | سیدتس      | ۱۳۹–۱۲۹        |
| ۱۵          | دیمتریوس دوم (پادشاهی دوم)   | نیکاتور    | ۱۲۹–۱۲۵        |
| ۱۶          | الکساندر دوم                 | زابیناس    | ۱۲۸–۱۲۲        |
| ۱۷          | کلئوپاترای یکم (نائب‌السلطنه) | تئا        | ۱۲۵–۱۲۰        |
| ۱۸          | سلوکوس پنجم                  | فیلومتور   | ۱۲۵            |
| ۱۹          | آنتیوخوس هشتم                | گریپوس     | ۱۲۵–۹۶         |
| ۲۰          | آنتیوخوس نهم                 | کوزیکنوس   | ۱۱۳–۹۵         |
| ۲۱          | سلوکوس ششم                   | اپیفانس    | ۹۶–۹۵          |
| ۲۲          | دیمتریوس سوم                 | اوکائروس   | ۹۵–۸۸          |
| ۲۳          | آنتیوخوس دهم                 | اوسبس      | ۹۵–۸۸          |
| ۲۴          | آنتیوخوس یازدهم              | اپیفانس    | ۹۵             |
| ۲۵          | فیلیپ یکم                    | اپیفانس    | ۹۵–۸۳          |
| ۲۶          | آنتیوخوس دوازدهم             | دیونیسوس   | ۸۶–۸۵          |
| ۲۷          | کلئوپاترای دوم (نائب‌السلطنه) | سلنه       | ۸۳–۶۹          |
| ۲۸          | سلوکوس هفتم                  | فیلومتر    | ۸۳–۵۸          |
| ۲۹          | آنتیوخوس سیزدهم              | آسیاتیکوس  | ۶۹–۶۴          |
| ۳۰          | فیلیپ دوم سلوکی              | فیلورومئوس | ۶۶–۶۳          |

## واژه‌نامه
1. ↑  strateg
2. ↑  exforion
3. ↑  katoikia
4. ↑  kleros
5. ↑  kataferaktar
6. ↑  Aene

## مطالعهٔ بیش‌تر

### به زبان فارسی
- ال‍چ‍ی‍ب‍گ‍ی‍ان، ژاس‍م‍ن. ارم‍ن‍س‍ت‍ان و س‍ل‍وک‍ی‍ان. ت‍رج‍م‍هٔ گ‍ارون س‍ارک‍س‍ی‍ان. ت‍ه‍ران: ن‍ائ‍ی‍ری، ۱۳۸۲.
- بهرامی، عسکر (۱۳۹۹). ایران زمین: روزگار باستان. تهران: فرهنگ معاصر. شابک ۹۷۸-۶۰۰-۱۰۵-۱۷۳-۹.
- دریایی، تورج. «اهمیت نهاد پادشاهی سلوکی در شکل‌گیری جهان بینی شاهنشاهی در ایران باستان». باستان‌شناسی و تاریخ. ۴۷ (۲۴): ۴۹–۵۴.
- ش‍ه‌وری، اح‍م‍د. بازماندگان اسکندر مقدونی در ایران دولت سلوکی. تهران: احمد شه‌وری، ۱۳۹۶.
- ک‍ی‍ان‌راد، ح‍س‍ی‍ن. «ارم‍ن‍س‍ت‍ان و س‍ل‍وک‍ی‍ان». کت‍اب م‍اه ت‍اری‍خ و ج‍غ‍راف‍ی‍ا، ش ۷۹، (اردی‍ب‍ه‍ش‍ت ۱۳۸۳): ص ۸۰–۸۱.
- مانوکیان، آرپی. «ارمنیان در دوران سلطنت سلوکیان». پیمان، ش۴۲، زمستان ۱۳۸۶: ص ۶۰–۷۲.
- م‍ح‍م‍ودآب‍ادی، اص‍غ‍ر. «بنیاد شهروندی در شهر فرنگ‌های ایران عهد سلوکیان». پژوهش‌های تاریخی، ش ۴، زمستان ۱۳۸۸: ص ۱ – ۱۹.
- هادی‌پور برزگر، فریده. پادشاهان سلوکی (سلوکیان در گذرگاه تاریخ). تهران: پل: خلاق، ۱۳۸۹.

### به دیگر زبان‌ها
- The Cambridge history of Iran: The Seleucid, Parthian and Sasanian Periods, edited by Ehsan Yarshater. Cambridge: Cambridge University Press, 1983.
- Adolf Kuhn: Beiträge zur Geschichte der Seleukiden vom Tode Antiochos’ VII Sidetes bis auf Antiochos XIII Asiatikos 129–64 v. *C. Masson, Altkirch 1891.
- Altay Coşkun, Alex McAuley (Hrsg.): Seleukid royal women. Creation, representation and distortion of Hellenistic queenship in the Seleukid empire. Franz Steiner, Stuttgart 2016, ISBN 978-3-515-11295-6.
- Altheim, Franz. Der Hellenismus im Miltelasein. Darmstadt: Wissenschaftliche Buchgesellschaft, 1969.
- Amélie Kuhrt (Hrsg.): Hellenism in the East. The Interaction of Greek and non-Greek Civilizations from Syria to Central Asia after Alexander. Duckworth, London 1987, ISBN 0-7156-2125-4.
- Auguste Bouché-Leclercq: Histoire des Séleucides (323–64 avant J. -C.). 2 Vol. , Leroux, Paris 1913–1914 (Nachdruck, Culture et civilisation, Brüssel 1963).
- Bezalel Bar-Kochva: The Seleucid Army. Organization and Tactics in the Great Campaigns. Cambridge University Press, Cambridge 1976, ISBN 0-521-20667-7.
- Bickerman, Elias Joseph. Institution des Seleucides. Paris: P. Geuthner, 1938.
- Boris Chrubasik: Kings and Usurpers in the Seleukid Empire. The Men who would be King. Oxford University Press, Oxford 2016, ISBN 978-0-19-878692-4.
- Ceccarelli, Paola. "Image and Communication in the Seleucid Kingdom: the King, the Court and the Cities." In: Erskine, A and Wallace, S and Llewellyn-Jones, L, (eds.) The Hellenistic Court. Monarchic Power and Elite Society from Alexander to Cleopatra. (pp. 231–255). Classical Press of Wales: Swansea, United Kingdom. 2017.
- Edward Dąbrowa (Hrsg.): New Studies on the Seleucids (= Electrum. Journal of Ancient History. Vol. 18). Jagiellonian University Press, Krakau 2011, ISBN 978-83-233-3053-0.
- Edwyn Robert Bevan: The House of Seleucus. 2 Vol. , Edward Arnold, London 1902 (Nachdruck, Routledge & Kegan Paul Ltd. , London 1966).
- Elias Bikerman: Institutions des Séleucides. Librairie Orientaliste Paul Geuthner, Paris 1938.
- G. G. Aperghis: The Seleukid Royal Economy. The Finances and Financial Administration of the Seleukid Empire. Cambridge University Press, Cambridge 2004.
- Getzel M. Cohen: The Seleucid colonies. Studies in founding, administration and organization. Steiner, Wiesbaden 1978, ISBN 3-515-02581-2.
- Hatto H. Schmitt: Untersuchungen zur Geschichte Antiochos’ des Großen und seiner Zeit. Steiner, Wiesbaden 1964.
- Heinz Kreißig: Wirtschaft und Gesellschaft im Seleukidenreich. Die Eigentums- und die Abhängigkeitsverhältnisse. Akademie Verlag, Berlin 1978.
- Houghton, C. Lorber, Seleucid Coins. A Comprehensive Catalogue, Part I, Seleucus I through Antiochus III, With Metrological *Tables by B. Kritt, I-II, New York - Lancaster - London, 2002.
- Jeffrey D. Lerner: The Impact of Seleucid Decline on the Eastern Iranian Plateau. The Foundations of Arsacid Parthia and Graeco-Bactria (= Historia Einzelschriften. Vol. 123). Franz Steiner, Stuttgart 1999, ISBN 3-515-07417-1.
- John D. Grainger: A Seleukid Prosopography and Gazetteer. Brill, Leiden/Boston 1997, ISBN 90-04-10799-1.
- John D. Grainger: The Cities of Seleukid Syria. Clarendon Press, Oxford 1990, ISBN 0-19-814694-9.
- John D. Grainger: The Fall of the Seleukid Empire 187–75 BC. Pen & Sword, Barnsley 2015, ISBN 978-1-78303-030-9 (fachwissenschaftliche Rezension).
- John D. Grainger: The Rise of the Seleukid Empire. Pen and Sword, Barnsley 2014, ISBN 978-1-78303-053-8.
- John D. Grainger: The Roman War of Antiochos the Great. Brill, Leiden/Boston 2002, ISBN 90-04-12840-9.
- John D. Grainger: The Seleukid Empire of Antiochus III 223–187 BC. Pen & Sword, Barnsley 2015, شابک ‎۹۷۸−۱−۷۸۳۰۳−۰۵۰−۷.
- John D. Grainger: Seleukos Nikator. Constructing a Hellenistic Kingdom. Routledge, London 1990, ISBN 0-415-04701-3.
- John Ma: Antiochos III and the Cities of Western Asia Minor. Oxford University Press, Oxford 1999, ISBN 0-19-815219-1.
- Józef Wolski: The Seleucids. The Decline and Fall of their Empire. Nakładem Polskiej Akademii Umiejętności, Kraków 1999, ISBN 83-8695655-0.
- Kay Ehling: Untersuchungen zur Geschichte der späten Seleukiden (164–63 v. Chr.). Vom Tode des Antiochos IV. bis zur Einrichtung der Provinz Syria unter Pompeius (= Historia Einzelschriften. Band 196). Franz Steiner, Stuttgart 2008, ISBN 978-3-515-09035-3.
- Laurent Capdetrey: Le pouvoir séleucide. Territoire, administration, finances d’un royaume hellénistique (312–129 avant J. -C.). Presses Universitaires de Rennes, Rennes 2007.
- Laurent Capdetrey, Le pouvoir séleucide. Territoire, administration, finances d'un royaume hellénistique (312-129 avant J.C.). (Collection "Histoire"). Rennes: Presses Universitaires de Rennes, 2007.
- Michael Taylor: Antiochos the Great. Pen and Sword, Barnsley 2013, ISBN 978-1-84884-463-6.
- Nick Sekunda: The Seleucid Army under Antiochus IV Epiphanes. Montvert, Stockport 1994, ISBN 1-874101-02-7.
- Paul Kosmin: The Land of the Elephant Kings. Space, Territory, and Ideology in the Seleucid Empire. Harvard University Press, Cambridge 2014, ISBN 978-0-674-72882-0.
- Per Bilde u. a. (Hrsg.): Religion and Religious Practice in the Seleucid Kingdom. Aarhus University Press, Aarhus 1996, ISBN 87-7288-322-7.
- Peter Franz Mittag: Antiochos IV. Epiphanes. Eine politische Biographie. Akademie Verlag, Berlin 2006, ISBN 3-05-004205-2.
- Sonja Plischke: Die Seleukiden und Iran. Die seleukidische Herrschaftspolitik in den östlichen Satrapien (= Classica et Orientalia. Band9). Harrassowitz, Wiesbaden 2014, ISBN 978-3-447-10061-8 (fachwissenschaftliche Rezension).
- Susan Sherwin-White, Amélie Kuhrt: From Samarkhand to Sardis. A new approach to the Seleucid Empire. Duckworth, London 1993, ISBN 0-7156-2413-X.
- Tarn, W. W. (1940). "Two Notes on Seleucid History: 1. Seleucus' 500 Elephants, 2. Tarmita". Journal of Hellenic Studies. 60: 84–94.
- Thomas Fischer: Untersuchungen zum Partherkrieg Antiochos’ VII. im Rahmen der Seleukidengeschichte. Selbstverlag, Tübingen 1970 (zugleich Dissertation, München 1970).
- Werner Widmer: Hellas am Hindukusch. Griechentum im Fernen Osten der antiken Welt. Fischer, Frankfurt am Main 2015, ISBN 978-3-8301-1661-5.
- Winfried Held: Die Residenzstädte der Seleukiden. Babylon, Seleukia am Tigris, Ai Khanum, Seleukia in Pieria, Antiochia am Orontes. In: Jahrbuch des Deutschen Archäologischen Instituts. Band 117, 2002, S. 217–250.
- Wolfgang Orth: Königlicher Machtanspruch und städtische Freiheit. Untersuchungen zu den politischen Beziehungen zwischen den ersten Seleukidenherrschern und den Städten des westlichen Kleinasiens. C. H. Beck, München 1977, ISBN 3-406-06511-2.